# Эберле, Людвиг

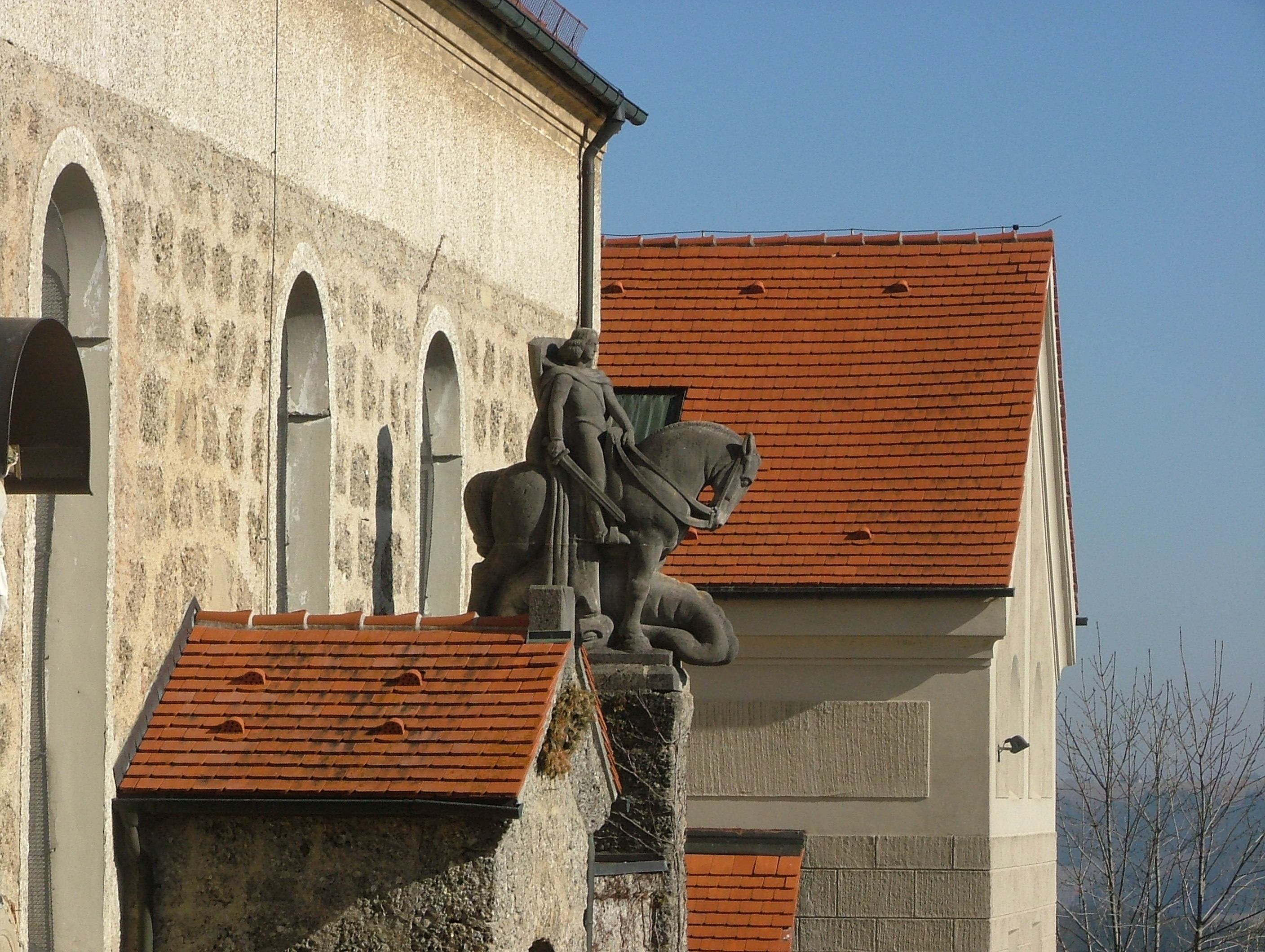

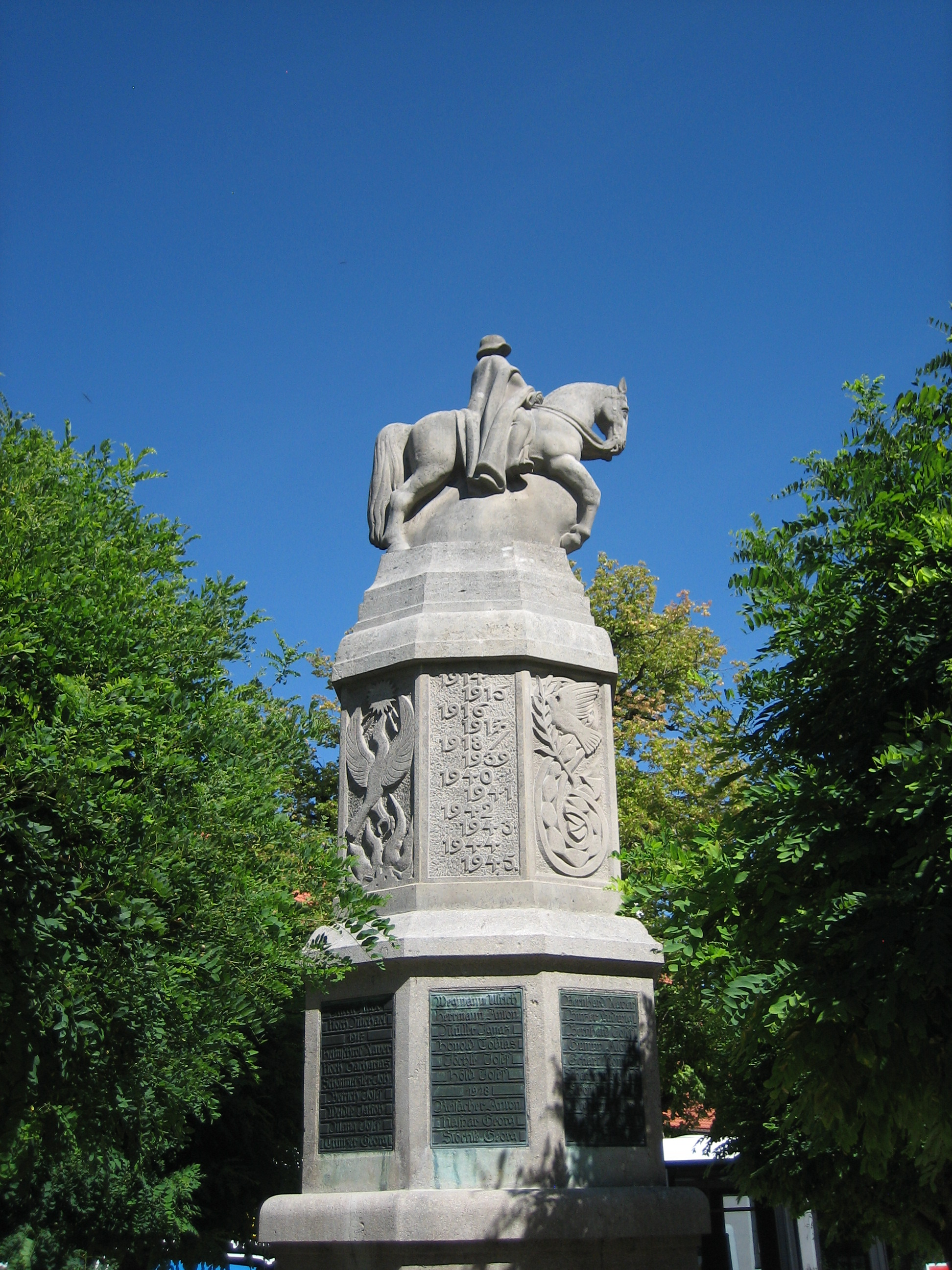
Памятник жертвам мировых войн в Бад-Грёненбахе

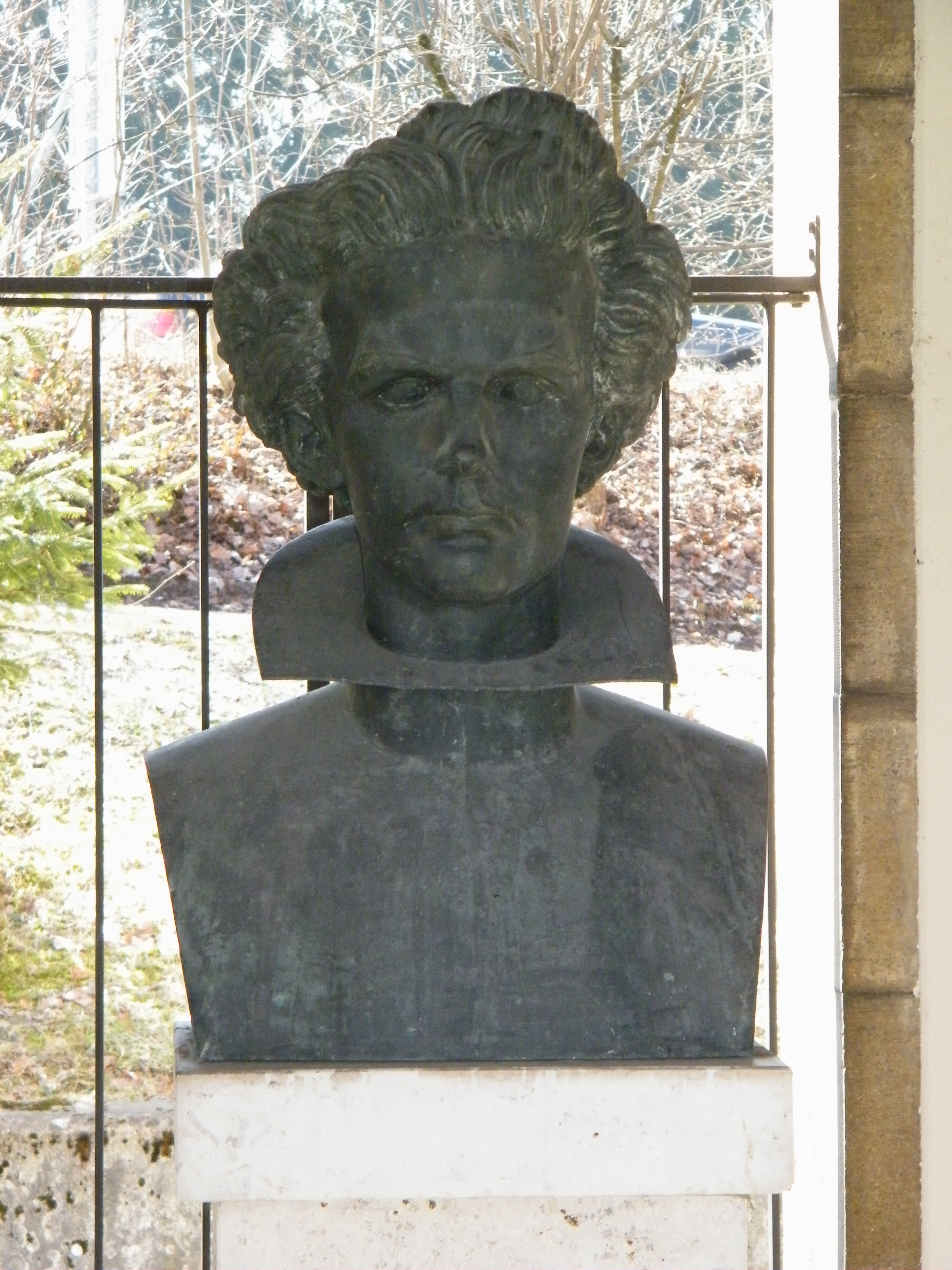
Бюст короля Баварии Людвига II

Людвиг Эберле (нем. Ludwig Eberle ; 14 августа 1883, Бад-Грёненбах, Бавария — 31 октября 1956, там же) — немецкий скульптор, художник, график. Почётный гражданин города Бад-Грёненбах (1923).

## Биография
Сын каменщика из Верхней Швабии. В 1896-1899 годах обучался ремеслу своего отца. В 1900-1906 годах учился в Королевской школе искусств и ремёсел в Мюнхене, затем в 1906-1914 года в Мюнхенской академии художеств. Ученик  Адольфа фон Гильдебранда и Германа Гана. 
Во время Первой мировой войны Эберле добровольцем служил в германской армии.
Автор монументов на военных мемориалах Аттенхаузена (1922), Бёэна (1924), Бад-Грёненбаха (1924), Оттобойрена и Зольнхофена. Его работы характеризуются прежде всего своей умеренностью и объективностью неоисторического стиля.